# Лавинная катастрофа 1951 года
Лавинная катастрофа 1951 года (нем. Lawinenwinter 1951), также Зима ужаса — название сезона 1950—51 гг., когда до тех пор невиданное количество лавин сошло в Альпах. Серия из 649 лавин привела к гибели нескольких сотен человек и причинила большой ущерб жилым и иным строениям.

## Ущерб и жертвы
Наибольший ущерб и число погибших были в Австрии — 135 погибших и разрушение многих деревень. Огромные площади экономически значимого леса были повреждены в этот период. В швейцарском кантоне Вале погибло 92 человека, около 500 голов крупного рогатого скота, разрушено 900 строений. Как и в Австрии, там был повреждён экономически значимый лес. На швейцарский город Андерматт, что в Лепонтинских Альпах, за 60 минут обрушилось шесть лавин, при этом погибло 13 человек. Всего в Швейцарии погибло 98 человек, в Югославии — 30, в Италии — 46:30.

## Причины
Предполагается, что этот период явился результатом нетипичных погодных условий в Альпах. Выпало большое количество осадков, вызванных встречей тёплого атлантического фронта с холодным полярным, в частности, в течение 2—3 дней выпало 3—4,5 метра снега.